# Cryptochironomus hentonensis
Cryptochironomus hentonensis är en tvåvingeart som beskrevs av Hasegawa och Sasa 1987. Cryptochironomus hentonensis ingår i släktet Cryptochironomus och familjen fjädermyggor. Inga underarter finns listade i Catalogue of Life.